# 1er régiment d'instruction et d'intervention de la sécurité civile
Pour un article plus général, voir quartier Sully.
Le 1er régiment d'instruction et d'intervention de la sécurité civile (1er RIISC) est une unité militaire française de l’Armée de terre appartenant à l’arme du génie et faisant partie de la brigade militaire de la sécurité civile. 
Le régiment est situé sur la commune de Nogent-le-Rotrou, en Eure-et-Loir, au sein du quartier Sully et est mise pour emploi auprès du ministère de l'Intérieur pour intervenir, tant en France qu’à l’étranger, face aux risques majeurs de toute nature pour protéger les populations et sauvegarder l’environnement.

## Histoire

### Historique de la caserne Sully

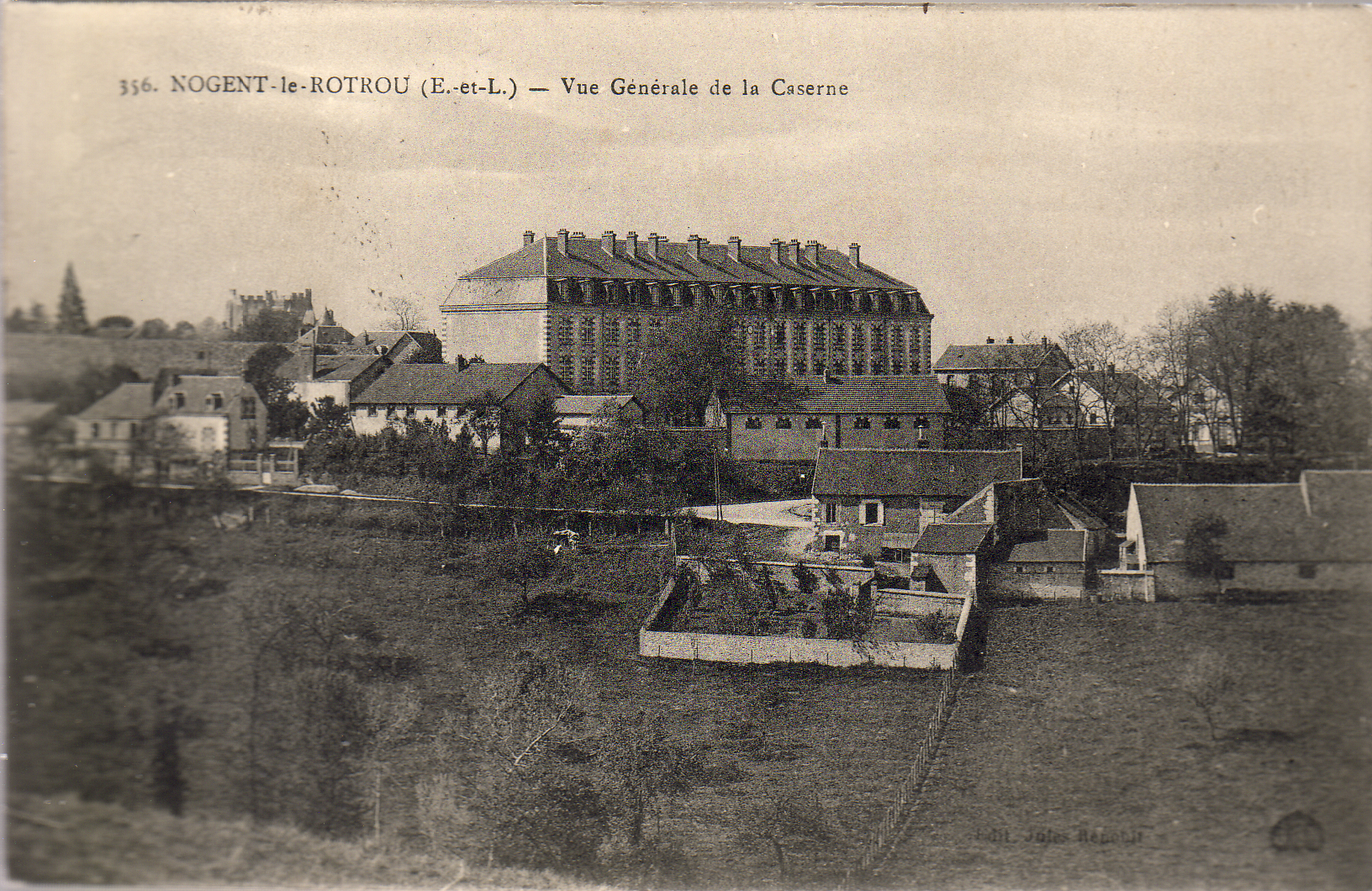
Carte postale de la caserne Sully, 1915.
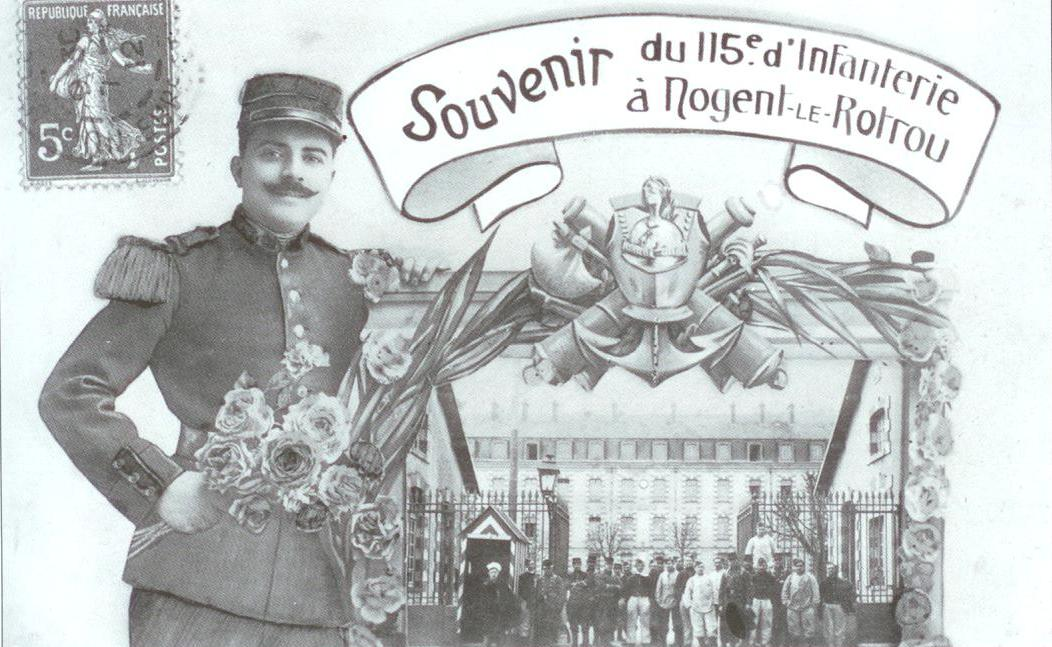
Carte postale Souvenir du 115e d'Infanterie à Nogent-le-Rotrou.

### Dates importantes

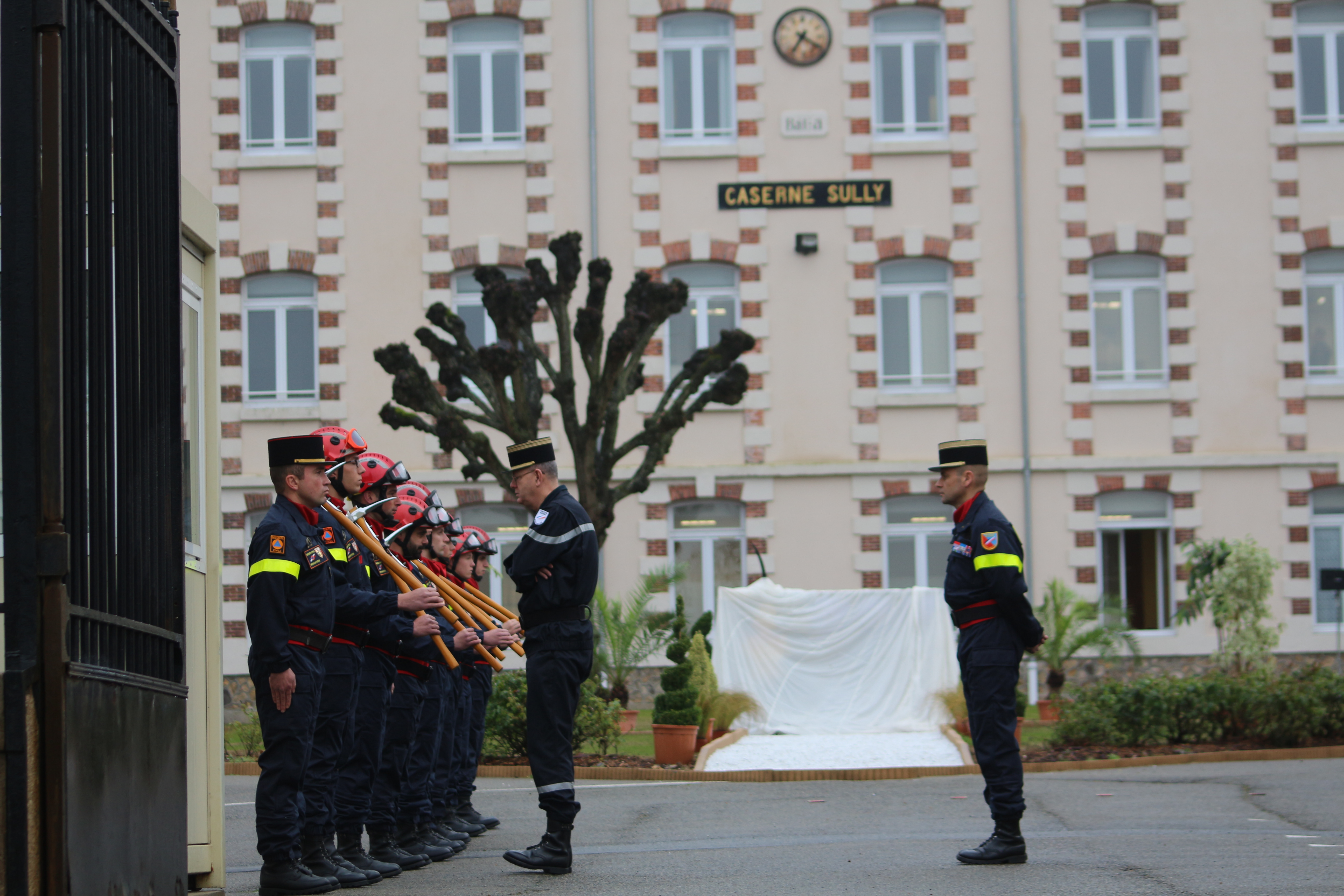
Piquet d'honneur, 23 mars 2017.

Le 15 mars 1978, l’unité d’instruction de la sécurité civile n°1 (UISC 1) est créée à partir d'éléments de la brigade de sapeurs-pompiers de Paris. Son rôle est d'instruire les appelés en matière de protection civile et de renforcer les moyens de secours territoriaux habituels. Elle constitue un corps de troupe de l’armée de terre. Elle était à l'origine orientée vers le domaine des risques technologiques et la protection de la capitale.
En 1988, l’unité est rebaptisée unité d'instruction et d'intervention de la sécurité civile n°1 (UIISC 1), date à laquelle les combinaisons kaki ont été abandonnées au profit du treillis bleu des sapeurs sauveteurs.
Le 31 janvier 2007, l'unité reçoit son drapeau des mains du général d'armée Bruno Cuche, alors chef d'état-major de l'Armée de terre. Il reprend, par filiation, les décorations du fanion de commandement de l'UIISC 1.
Le 27 juin 2022, le drapeau de l'unité est décoré de la médaille d'honneur pour acte de courage et de dévouement échelon or ainsi que de la médaille de la Défense nationale échelon or avec palme de bronze (citation à l'ordre de l'armée).
Le 1er juillet 2025, l'UIISC 1 change d'appellation et devient le 1er régiment d'instruction et d'intervention de la sécurité civile (1er RIISC).

### Interventions majeures

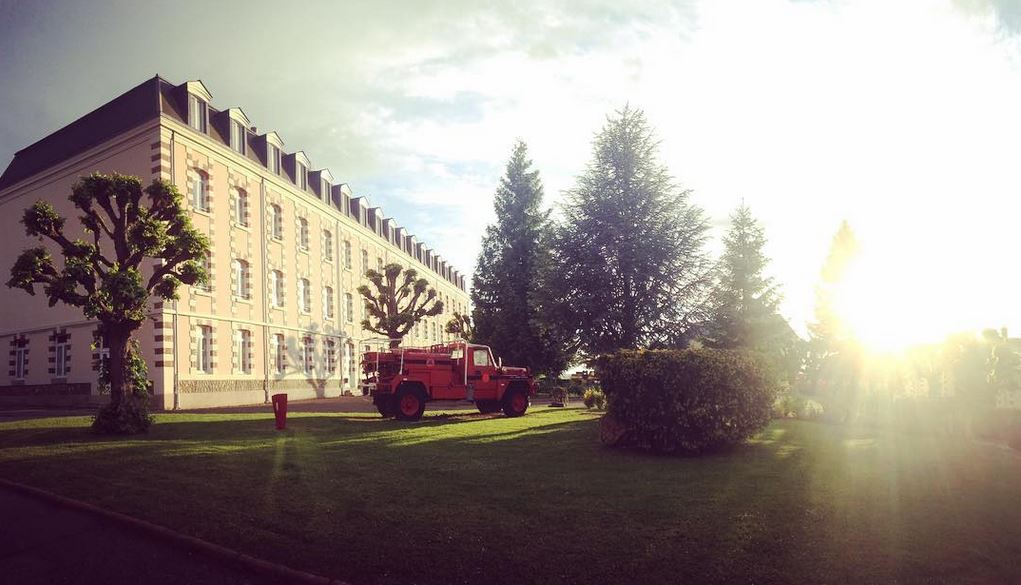
UIISC1 - Quartier Sully - Sécurité Civile.

Depuis sa création, les sapeurs sauveteurs de l’UIISC 1 se sont distingués sur un grand nombre de catastrophes majeures en France et dans le reste du monde :
- 1985 : Tremblement de terre de Mexico
- 1988 : Tremblement de terre en Arménie
- 2001 : AZF Toulouse
- 2003 : Cyclone Erica en Nouvelle-Calédonie
- 2010 : Tempête Xynthia et tremblement de terre d’Haïti
- 2011 : Tsunami au Japon du 11 mars 2011
- 2013 : Typhon Haiyan aux Philippines[5]
- 2016 : Ouragan Matthew en Haïti[6], inondations en France et crise humanitaire de la « jungle de Calais »[7]
- 2017 : Ouragan Irma à Saint-Martin et dans les Antilles[8]
- 2018 : Séisme et tsunami à Palu, en Indonésie[9] et inondations dans l'Aude[10]
- 2019 : Feux de forêt en Amazonie[11]
- 2020 : Crise sanitaire du Covid-19[12]
- 2021 : Inondations en Belgique[13] et explosions au port de Beyrouth[14]
- 2022 : Feux de forêt en Gironde[15]
- 2023 : Séisme du 6 février 2023 en Turquie et Syrie[16],[17].

## Chefs de corps
- 1990 – 1993 : lieutenant-colonel Forest
- 2009 – 2011 : colonel Christophe Renou
- 2011 – 2013 : colonel Pierre Marie-Jeanne[18]
- 2013 – 2015 : colonel Rémi Chassaing
- 2015 – 2017 : lieutenant-colonel Stanislas Rouquayrol[19]
- 2017 – 2019 : colonel Cyrille de Bucy[20]
- 2019 – 2021 : colonel Vincent Tissier[21]
- 2021 – 2023 : colonel Jean-Philippe Nicot[1]
- 2023 - 2025 : colonel Jean-Michel Audibert
- Depuis juin 2025 : colonel Didier Talbot